# الدوري الجنوبي لكرة القدم 1905–06
الدوري الجنوبي لكرة القدم 1905–06 (بالإنجليزية: 1905–06 Southern Football League)‏ هو موسم من الدوري الجنوبي الممتاز. فاز فيه نادي فولهام.